# Steve King
Steven (Steve) King (ur. 28 maja 1949 w Storm Lake) – amerykański polityk, członek Partii Republikańskiej. Od 2003 do 2013 przez pięć kadencji  był przedstawicielem piątego okręgu (który uległ następnie likwidacji), a w latach 2013-2021 był przedstawicielem czwartego okręgu wyborczego w stanie Iowa do Izby Reprezentantów Stanów Zjednoczonych.